# Ilsenburg
Ilsenburg (Harz) är en stad, turist- och kurort i Landkreis Harz, Sachsen-Anhalt, Tyskland, vid foten av bergstrakten Harz, nordnordöst om Brocken.
I det 1801 uppförde furstliga Stolberg-Wernigerodeska slottet ingår rester av det gamla benediktinklostret. Det är nu säte för ett teologiskt seminarium. 1925 hade orten 5.201 innevånare.